# André Almeida (labdarúgó, 2000)
André Almeida (Guimarães, 2000. május 30. –) portugál korosztályos válogatott labdarúgó, a spanyol Valencia középpályása.

## Pályafutása

### Klubcsapatokban
Almeida a portugáliai Guimarães városában született. Az ifjúsági pályafutását a helyi Vitória Guimarães akadémiájánál kezdte.
2016-ban mutatkozott be a Vitória Guimarães tartalék, majd 2019-ben az első osztályban szereplő felnőtt csapatában. 2022. augusztus 25-én hatéves szerződést kötött a spanyol első osztályban érdekelt Valencia együttesével. Először a 2022. szeptember 4-ei, Getafe ellen 5–1-re megnyert mérkőzés 70. percében, Nico González cseréjeként lépett pályára. Első gólját 2022. szeptember 17-én, a Celta Vigo ellen hazai pályán 3–0-ás győzelemmel zárult találkozón szerezte meg.

### A válogatottban
Almeida az U15-östől az U21-esig minden korosztályú válogatottban képviselte Portugáliát.
2021-ben debütált az U21-es válogatottban. Először a 2021. szeptember 6-ai, Fehéroroszország ellen 1–0-ra megnyert mérkőzésen lépett pályára. Első válogatott gólját 2021. október 7-én, Liechtenstein ellen 11–0-ás győzelemmel zárult U21-es EB-selejtezőn szerezte meg.

## Statisztikák
2025. május 24. szerint
| Klub                | Szezon   | Osztály       | Bajnokság | Bajnokság | Kupa  | Kupa | Ligakupa | Ligakupa | Nemzetközi | Nemzetközi | Egyéb | Egyéb | Összesen | Összesen |
| Klub                | Szezon   | Osztály       | Meccs     | Gól       | Meccs | Gól  | Meccs    | Gól      | Meccs      | Gól        | Meccs | Gól   | Meccs    | Gól      |
| ------------------- | -------- | ------------- | --------- | --------- | ----- | ---- | -------- | -------- | ---------- | ---------- | ----- | ----- | -------- | -------- |
| Vitória Guimarães B | 2016–17  | LigaPro       | 4         | 0         | —     | —    | —        | —        | —          | —          | —     | —     | 4        | 0        |
| Vitória Guimarães B | 2017–18  | LigaPro       | 0         | 0         | —     | —    | —        | —        | —          | —          | —     | —     | 0        | 0        |
| Vitória Guimarães B | 2018–19  | LigaPro       | 19        | 0         | —     | —    | —        | —        | —          | —          | —     | —     | 19       | 0        |
| Vitória Guimarães B | Összesen | Összesen      | 23        | 0         | —     | —    | —        | —        | —          | —          | —     | —     | 23       | 0        |
| Vitória Guimarães   | 2019–20  | Liga Portugal | 8         | 1         | 0     | 0    | 2        | 0        | 4          | 0          | —     | —     | 14       | 1        |
| Vitória Guimarães   | 2020–21  | Liga Portugal | 30        | 2         | 2     | 0    | 1        | 0        | —          | —          | —     | —     | 33       | 2        |
| Vitória Guimarães   | 2021–22  | Liga Portugal | 31        | 0         | 1     | 0    | 4        | 0        | —          | —          | —     | —     | 36       | 0        |
| Vitória Guimarães   | 2022–23  | Liga Portugal | 3         | 0         | 0     | 0    | 0        | 0        | 3          | 0          | —     | —     | 6        | 0        |
| Vitória Guimarães   | Összesen | Összesen      | 72        | 3         | 3     | 0    | 7        | 0        | 7          | 0          | 0     | 0     | 89       | 3        |
| Valencia            | 2022–23  | La Liga       | 34        | 2         | 3     | 0    | —        | —        | —          | —          | 1     | 0     | 38       | 2        |
| Valencia            | 2023–24  | La Liga       | 18        | 2         | 0     | 0    | —        | —        | —          | —          | 0     | 0     | 18       | 2        |
| Valencia            | 2024–25  | La Liga       | 34        | 0         | 4     | 0    | —        | —        | —          | —          | 0     | 0     | 38       | 0        |
| Valencia            | Összesen | Összesen      | 86        | 4         | 7     | 0    | 0        | 0        | 0          | 0          | 1     | 0     | 94       | 4        |
| Összesen            | Összesen | Összesen      | 181       | 7         | 10    | 0    | 7        | 0        | 7          | 0          | 1     | 0     | 206      | 7        |